# جوزيف تي دوسن
جوزيف تي دوسن (بالإنجليزية: Joseph T. Dawson)‏ هو عسكري أمريكي، ولد في 20 مارس 1914 في تمبل في الولايات المتحدة، وتوفي في 28 نوفمبر 1998 في كوربوس كريستي في الولايات المتحدة.